# Roestes
Roestes is een geslacht van straalvinnige vissen uit de familie van de spilzalmen (Acestrorhynchidae).

## Soorten
- Roestes itupiranga Menezes & de Lucena, 1998
- Roestes molossus (Kner, 1858)
- Roestes ogilviei (Fowler, 1914)